# Condado de Parmer
O Condado de Parmer é um dos 254 condados do estado norte-americano do Texas. A sede do condado é Farwell, e sua maior cidade é Farwell.
O condado possui uma área de 2 293 km² (dos quais 9 km² estão cobertos por água), uma população de 10 016 habitantes, e uma densidade populacional de 4 hab/km² (segundo o censo nacional de 2000).
O condado foi criado em 1876. É um dos 46 condados do Texas que proibem a venda de bebidas alcoólicas.